# Muž, který si spletl svou ženu s kloboukem
Muž, který si spletl svou ženu s kloboukem (v anglickém originále The Man Who Mistook His Wife for a Hat) je jednoaktová minimalistická komorní opera britského skladatele Michaela Nymana. Libreto k ní napsal Christopher Rawlence a zakládá se na stejnojmenné kazuistice Olivera Sackse, upravené pro účely opery Michaelem Morrisem, Michaelem Nymanem a Christopherem Rawlencem. Poprvé byla provedena 27. října 1986 v londýnském Ústavu soudobého uměni (Institute of Contemporary Arts).
V českých zemích ji poprvé uvedlo 6. prosince 1997 pražské Národní divadlo na scéně Divadla Kolowrat, a to v překladu Přemysla Charváta. Hrála se v kombinaci s komorní operou Jana Klusáka Zpráva pro Akademii.

## Vznik opery
Myšlenku na vznik této opery pojal skladatel Michael Nyman bezprostředně po přečtení titulní povídky stejnojmenné knihy neurologa a popularizátora neurologie Olivera Sackse; ta vyšla ve Velké Británii v listopadu 1985 a měla okamžitý čtenářský úspěch (česky Muž, který si pletl manželku s kloboukem, Mladá fronta 1993). Skladatel získal od ředitele divadelního odboru Institute of Contemporary Arts (ICA) v Londýně Michaela Morrise příslib uvedení opery a spolu s Morrisem, režisérem Christopherem Rawlencem a za přispění scénografa Jocka Scotta upravili příběh, konečnou podobu libreta sepsal Rawlence. Sacks a Rawlence přitom získali souhlas se zpracováním od vdovy po pacientovi, jehož příběh je popisován („paní P.“ v opeře), přes její prvotní zdráhání. Psaní libreta, hudby, organizační zajištění i samotné nastudování postupovaly velmi rychle, takže se již v říjnu roku 1986 mohla konat premiéra.

## Charakteristika opery
Muž, který si spletl svou ženu s kloboukem, nemá děj ve vlastním smyslu – celé vyprávění spočívá v diagnostickém vyšetření. Hudba navíc neplní tradiční psychologizační roli, tj. neslouží především k vyjádření emocí postav, jejich vztahů nebo situací. Hlavním tématem této „první neurologické opery“ je obtížný a bizarní vztah hlavní postavy ke světu, podmíněný jeho progresivním neurologickým stavem. Přitom dramatický vývoj nespočívá především ve vnitřním vývoji postav ani v jejich vzájemné interakci, ale v tom, jak divák s pomocí textu a zejména hudby postupně odhaluje a uvědomuje si schematičnost a prázdnost pacientova nazírání viděného světa. Přitom u pacienta na místo zrakových signálů, které ztrácejí smysl, přebírá základní orientační úlohu hudba, která „působí jako náhražka jeho ztraceného zrakového rozpoznávání“.
Co do dramatické struktury opery se autoři inspirovali zásadami hnutí Fluxus, zejména jeho konceptem „událostí“ (events), tj. rutinních činností, které získávají význam předváděním v uměleckém kontextu. V konkrétním případě Muže, který si spletl svou ženu s kloboukem, tvoří tyto události série neurologických diagnostických testů: „Každý test vede k novému diagnostickému důkazu a v opeře by představoval individuální narativní událost: každá z těchto samostatných hudebních událostí by poté byla zapojena do rozměrnějšího sekvenčního vyprávění – trochu jiné číslové opery.“ Jistým předělem mezi „událostmi“ jsou monology dr. S na počátku, uprostřed a na konci opery. Opera obsahuje i v rámci „událostí“ krátké uzavřené úseky, které se Nyman nezdráhá nazývat tradičním slovem árie: Schumannova píseň interpretovaná dr. P. nebo árie paní P. His silly mistakes či O rose, thou art sick.
V hudebním zpracování má zásadní úlohu téma seznamování se a odcizování. Za základní prostředkem Nymanovi slouží specifická akordová řada, jež pro dr. P. symbolizuje „známý“ svět, v němž je schopen se orientovat. V momentech, kdy se pacientovi zdá, že situaci zvládá, objevuje se tato řada v základní či drobně variované formě; brzy však nastává proces odcizování, kdy je melodicky a harmonicky obměňována a postupně fragmentována, až její úplná nepřítomnost ukazuje okamžiky, kdy je pacient ve světě úplně ztracen. Podobně měnící se situaci vyjadřuje nástrojový doprovod: v okamžicích sebejistoty je hlas dr. P. doprovázen vysokými nástroji (první housle), s narůstající nejistotou však doprovod klesá, violoncello již doprovází pocity zmatku a nejistoty a v okamžicích, kdy si dr. P. nejvíce uvědomuje své odcizení (událost s růží), není jeho hlas doprovázen vůbec.
K ilustraci postavení, které pro dr. P. představuje hudba pro stále obtížnější orientaci v běžném životě, používá skladatel v opeře melodie Roberta Schumanna. Oliver Sacks zmiňuje, že pacientovi přinesl Schumannův písňový cyklus Dichterliebe, soustředění „terapeutické“ na Schumannovy melodie v opeře je však Nymanova volba, stejně jako výběr písně Ich grolle nicht (i textově dobře rezonující s tématem opery) jako centrálního momentu i harmonického východiska. V názvucích se objevuje řada Schumannových písní a Schumannovou Die Rose, die Lilie je podložen i další ústřední moment, báseň Williama Blaka The Sick Rose zpívaná paní P. (Tato báseň byla oblíbenou skladbou skutečného dr. P. a paní P., avšak ve zhudebnění Benjamina Brittena).
Opera využívá řadu prvků hudebního minimalismu; prostota, schematičnost a repetitivnost těchto prostředků současně umožňuje ilustrovat schematičnost pacientova vidění světa a automatičnost jeho reakcí. Melodie – zejména pokud jde o zpěvní part dr. P. – je často deklamační nebo setrvává dlouho na jediném tónu, jednotlivé krátké úseky se často rychle opakují. Harmonicky setrvává hudba téměř neustále v základní tónině C dur, která je rovněž tóninou centrální Schumannovy melodie Ich grolle nicht, a vybočuje do jiných tónin prakticky jen při citacích jiných Schumannových melodií, které se vždy odehrávají v jejich originální tónině. Rovněž rytmus je vesměs rychlý, důrazný a repetitivní, s jednotným základem (téměř celá opera je ve 4/4 taktu). Muzikolog Arved Ashby shledává v Nymanovu harmonickém rytmu podobnost s Mozartem, v řadě aspektů též s Benjaminem Brittnem a domnívá se, že repetitivnost, kterou skladatel využívá, odkazuje na repetitivnost doo-wopu nebo klasicistní či barokní hudby a že Nymanův styl celkově „odráží jeho eklektické hudební zájmy a jeho rozáhlé hudebněhistorické znalosti“.
Podle libretisty opery Christophera Rawlence právě Nymanova hudba dokázala vyjádřit základní téma opery, postupné odcizování světu neboli „život jako pohyb zpět k nicotě“. „Pro mne jeho [=Nymanova] hudba nikdy nespočine ze strachu, že není na čem spočinout. Stoupá a neopětovaně klesá, opakovaně hledá na stejných místech něco, co cítí, že někam založila, ale co ve skutečnosti nikdy neexistovalo.“
Partitura opery vyšla roku 1986 v londýnském nakladatelství Chester Music.

## Osoby a první obsazení
| osoba                         | hlasový obor | světová premiéra (27. 10. 1986) | česká premiéra (6. 12. 1997) |
| ----------------------------- | ------------ | ------------------------------- | ---------------------------- |
| Dr. S., neurolog              | tenor        | Emile Belcourt                  | Jiří Hruška                  |
| Dr. P., zpěvák a učitel hudby | baryton      | Frederick Westcott              | Roman Janál                  |
| Paní P., jeho žena            | soprán       | Sarah Leonard                   | Ema Charvátová               |
| Dirigent:                     | Dirigent:    | Michael Nyman                   | Přemysl Charvát              |
| Režie:                        | Režie:       | Michael Morris                  | Jiří Nekvasil                |
| Výprava:                      | Výprava:     | Jock Scott                      | Daniel Dvořák                |

## Instrumentace
Dvoje housle, viola, dvě violoncella, klavír, harfa.

## Děj opery

### Prolog
Neurolog dr. S. hovoří o problémovém rysu neurologie, jímž je soustředění na samotný chorobný stav – totiž nedostatek některé z normálních schopností – a ne na nemocného člověka a způsob, jímž se se svou nemocí vypořádává. Jako příklad lze vzít případ doktora P., klasického pěvce a nyní učitele hudby, který začal mít podivné potíže: nedokázal rozeznávat obličeje, ba dokonce začínal vidět obličeje tam, kde nebyly.

### Část I
Do ordinace doktora S. vstupují doktor P. a paní P. Jsou ještě pod dojmem zvuků z ulice – hudby města –, které jsou prvním konverzačním tématem („dopravní“ ansámbl Traffic. Street sounds.). Poté paní P. s přispěním manžela vysvětluje problém: doktor P. začal mít potíže s viděním, ale veškeré testy nenašly žádné poškození zrakových orgánů, a proto se měl obrátit na neurologa. Podle paní P. začal její manžel dělat „hloupé omyly“ – nerozeznává lidské tváře, hovoří s předměty jako s lidmi, ztrácí orientaci (árie paní P. His silly mistakes).
Doktor S. mezitím provádí rutinní neurologické vyšetření doktora P. To nic zvláštního neukáže, když se ale doktor P. poté obléká, ukáže se, že nedokáže rozeznat svou botu od své nohy („událost s botou“, Can I help?). Při loučení doktor S. pozoruje, jak jej pacient vnímá spíše ušima než očima, které se zdají ulpívat na detailech, zatímco paní P. pociťuje ulehčení, že vyšetření nic neobjevilo: její manžel by bez práce a bez hudby ztratil smysl života (duet doktora S. a paní P. There was something strange).
Doktor S. ukazuje pacientovi různé diapozitivy z „National Geographic Magazine“. Doktor P. zobrazené objekty – například Empire State Building – interpretuje bizarně, neboť vnímá jen určité detaily nebo tvary, ale nerozeznává celek („událost s National Geographic“ a árie doktora P. I see a river). Vyšetření skončilo; při odchodu hledá doktor P. svůj klobouk a omylem sahá po hlavě své manželky.
Doktor S. je konsternován: splést si vlastní ženu s kloboukem? Je si vlastně doktor P. vědom své choroby – a připouští si ji jeho žena? Vyšetření by mělo pokračovat u manželů P. doma, aby mohl neurolog pozorovat, jak se pacient vypořádává s úkoly běžného života (monolog He's mistaken his wife for a hat!).

### Část II
Ještě v průběhu monologu doktora S. se doktor P. doma obléká za nenápadné pomoci manželky a pobrukuje si „oblékací píseň“. Doktor S. přinesl partituru Schumannových Dichterliebe, ale ukáže se, že doktor P. už nemůže hrát na klavír ani číst noty, pod záminkou revmatismu a krátkozrakosti. S doprovodem paní P. však zazpívá píseň Ich grolle nicht – jeho paměť ani hudební sluch nedoznaly úhony.
Zatímco si paní P. vykládá pasiáns, doktor S. ukazuje doktorovi P. geometrické tvary, které pacient bezpečně rozeznává. Rovněž karikatury známých osobností je nakonec schopen rozeznat – otázka však je, zda jako lidské tváře, nebo jen podle zveličených charakteristických detailů. V televizi poznává Michaela Nymana hrajícího na klavír podle „rytmu jeho těla“, film s Betty Davisovou však nerozeznává a jeho dohady o tom, co se na obrazovce děje, jsou velmi vzdálené od skutečnosti.
Dále doktor S. ukazuje doktorovi P. jeho vlastní rodinné fotografie. Pacient jen po paměti rozezná fotografii sebe a své ženy, podle typického rysu svého bratra, ale nikoli svou matku; fotografii své ženy poznává podle vzoru šatů, svoji však nikoli. Paní P. začíná teprve teď chápat rozsah manželovy choroby („událost s fotografiemi“ What is this? – It's a square). Stejně bezradný je doktor P., když mu doktor S. ukáže růži; snaží se jí pochopit podle geometrické formy, ale teprve vůně jej přivede k řešení. Přizvukuje paní P., která na Schumannovu melodii zpívá Blakeův sonet o růži O rose, thou art sick („událost s růží“).
Doktor S. předloží pacientovi rukavici a ptá se, co je to za předmět a k čemu slouží. Doktor P. nejprve věc geometricky popisuje, poté opět nabízí bizarní vysvětlení, a teprve když se mu podaří rukavici navléci na ruku, pozná ji („událost s rukavicí“ Now what is this?). Poté spolu doktor S. a doktor P. hrají šachy; pacient nemůže pohybovat figurami, jež nerozeznává, po paměti však hraje výborně a partii vyhraje („událost s partií šachu“ Pawn to King 4). Neurolog dále žádá doktora P., aby mu popsal ulici Hope Street, kudy denně chodí. Doktor P. si však vzpomíná pouze na pravou stranu, detaily z levé strany dodává paní P. („událost s ulicí“).
Poté se podává čaj. Doktor P. svačí a pobrukuje si. Paní P. ukazuje doktoru S. obrazy, které maloval její manžel. Jejich postupný vývoj od realistického zobrazení k abstraktním tvarům interpretuje paní P. jako umělecký vývoj; myšlenku doktora S., že jde o odraz progrese choroby, odmítá s pohoršlivým výkřikem, kterým přetrhne manželovu „jídelní píseň“; musí mu podat nový čaj, aby mohl s rituálem začít od začátku („událost s obrazy“ Your husband's a painter, I see). Při čaji pak paní P. vysvětluje, jak manžel zvládá běžné denní činnosti za pomoci toho, že si k nim potichu zpívá zvláštní písně, které si vytvořili – „koupací píseň“, „oblékací píseň“, „jídelní píseň“ atd. (duet Ach! Tea from China… Listen now. Hear him eating.)
Doktor odchází. Nemá žádnou radu než tu, aby se dále držel hudby, která mu může pomoci (árie doktora S. I cannot tell you what is wrong).

### Epilog
Doktor S. shrnuje případ pacienta, který ztratil schopnost zrakového rozpoznávání a místo obrazu u něj zaujala hudba (monolog This was some time ago).

## Nahrávka a film
- 1987 CD (CBS Records MK 44669). Zpívají (Dr. S.) Emile Belcourt, (paní P.) Sarah Leonard, (dr. P.) Frederick Westcott. Řídí Michael Nyman, hrají Alexander Balanescu (první housle), Jonathan Carney (druhé housle), Kate Musker (viola), Moray Welsh (první violoncello), Anthony Hinnigan (druhé violoncello), Helen Tunstall (harfa) a Michael Nyman (klavír).
- 1987, VHS (Films, Inc.). Zpívají (Dr. S.) Emile Belcourt, (paní P.) Patricia Hooper, (dr. P.) Frederick Westcott. Hráči The Michael Nyman Band vystupují jako studenti dr. S. Film obsahuje krátké škrty v hudbě a doplněné dokumentární úryvky se Sacksem a patologem Johnem Tighem pracujícími s mozkem skutečného dr. P.